# Ixyophora viridisepala
Ixyophora viridisepala är en orkidéart som först beskrevs av Karlheinz Senghas, och fick sitt nu gällande namn av Robert Louis Dressler. Ixyophora viridisepala ingår i släktet Ixyophora och familjen orkidéer. Inga underarter finns listade i Catalogue of Life.